# Gastrotheca orophylax
Gastrotheca orophylax är en groddjursart som beskrevs av William Edward Duellman och Pyles 1980. Gastrotheca orophylax ingår i släktet Gastrotheca och familjen Hemiphractidae. IUCN kategoriserar arten globalt som starkt hotad. Inga underarter finns listade i Catalogue of Life.